# Casa Fracassi
La Casa Fracassi es una residencia emblemática de la ciudad de Rosario, provincia de Santa Fe, Argentina. Está ubicada en la intersección de las calles San Luis y Corrientes en pleno centro de la urbe (San Luis 1384). Fue diseñada por el arquitecto Ángel Guido en 1925, reconocido a nivel mundial por la creación del Monumento Nacional a la Bandera; hombre multifacético, escritor, ingeniero, urbanista e historiador. En el estilo de la construcción predomina el neo-plateresco español, con elementos neo-virreinales criollos, mudéjares, y detalles eclécticos, dando como resultado un imponente y bello edificio entre los más representativos de la arquitectura tradicional hispánica en el radio céntrico rosarino. 
Estuvo en manos de Víctor Avalle, quien la terminó en 1925. El interior del inmueble fue decorado por Alfredo Guido, hermano del diseñador, gran pintor rosarino, se formó en la Escuela de Bellas Artes, escenógrafo de estilo americanista y destacado en el uso de la técnica del aguafuerte, consiste en utilizar barniz sobre alguna placa de metal, hierro o zinc y pintar sobre ella. Un método indirecto dentro del grabado calcográfico. La casa cuenta con un mural hecho por el artista Guido, obras del escultor Luis Rovatti y del ceramista José de Bikandi.En la planta baja de la casa funciona un centro comercial y en la planta alta estaba la vivienda del reconocido médico psiquiatra rosarino Teodoro Fracassi y su esposa Sara Avalle.  además de otras dependencias particulares. El edificio fue declarado de interés patrimonial de la ciudad.

Actualmente, el Palacio Fracassi funciona como centro cultural dirigido por los nietos del propietario, al que se puede acceder a través de visitas guiadas o al participar de las actividades que se realizan en el lugar.

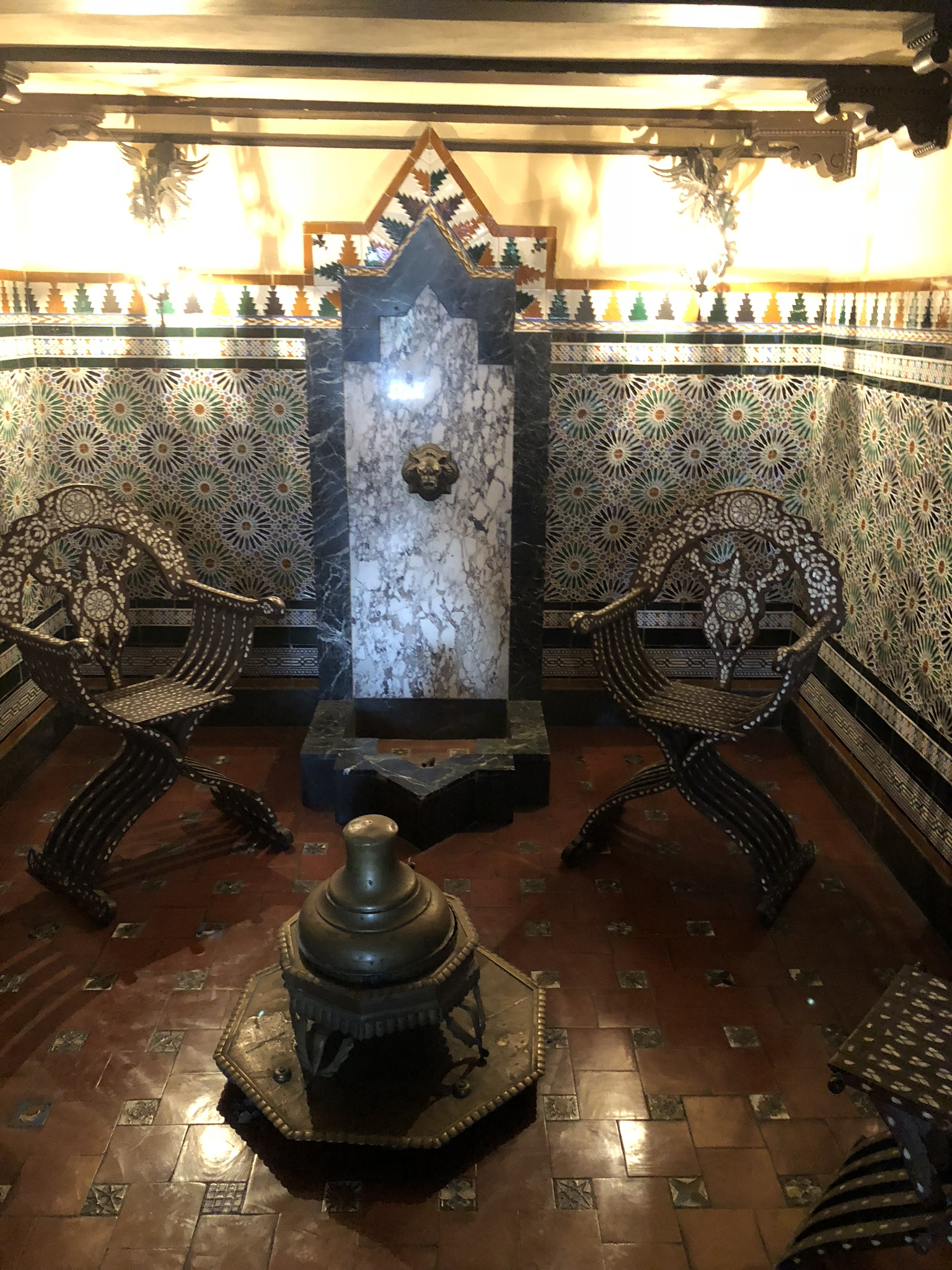
Patio Andaluz
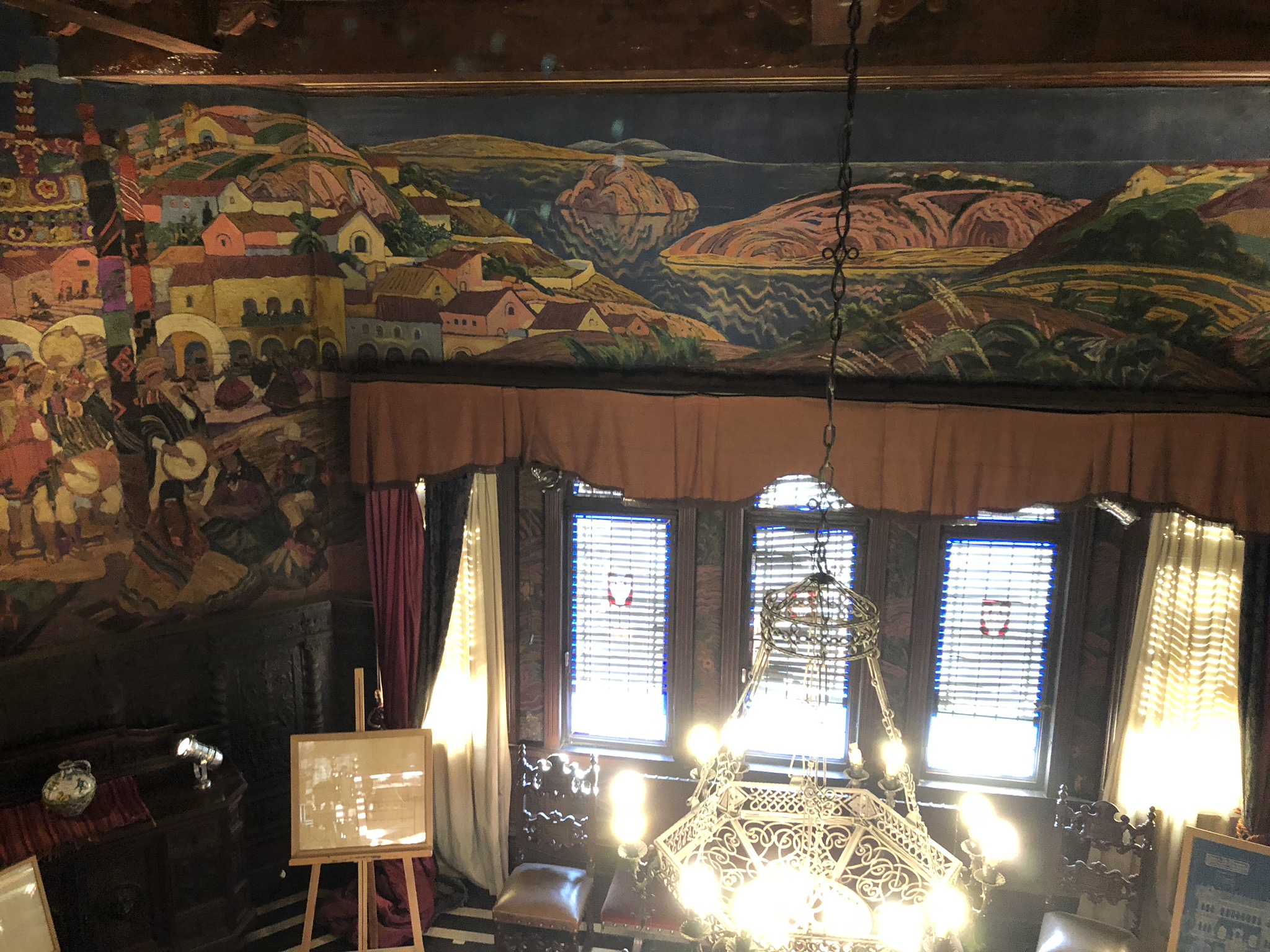
Comedor con Mural Pintado por Alfredo Guido
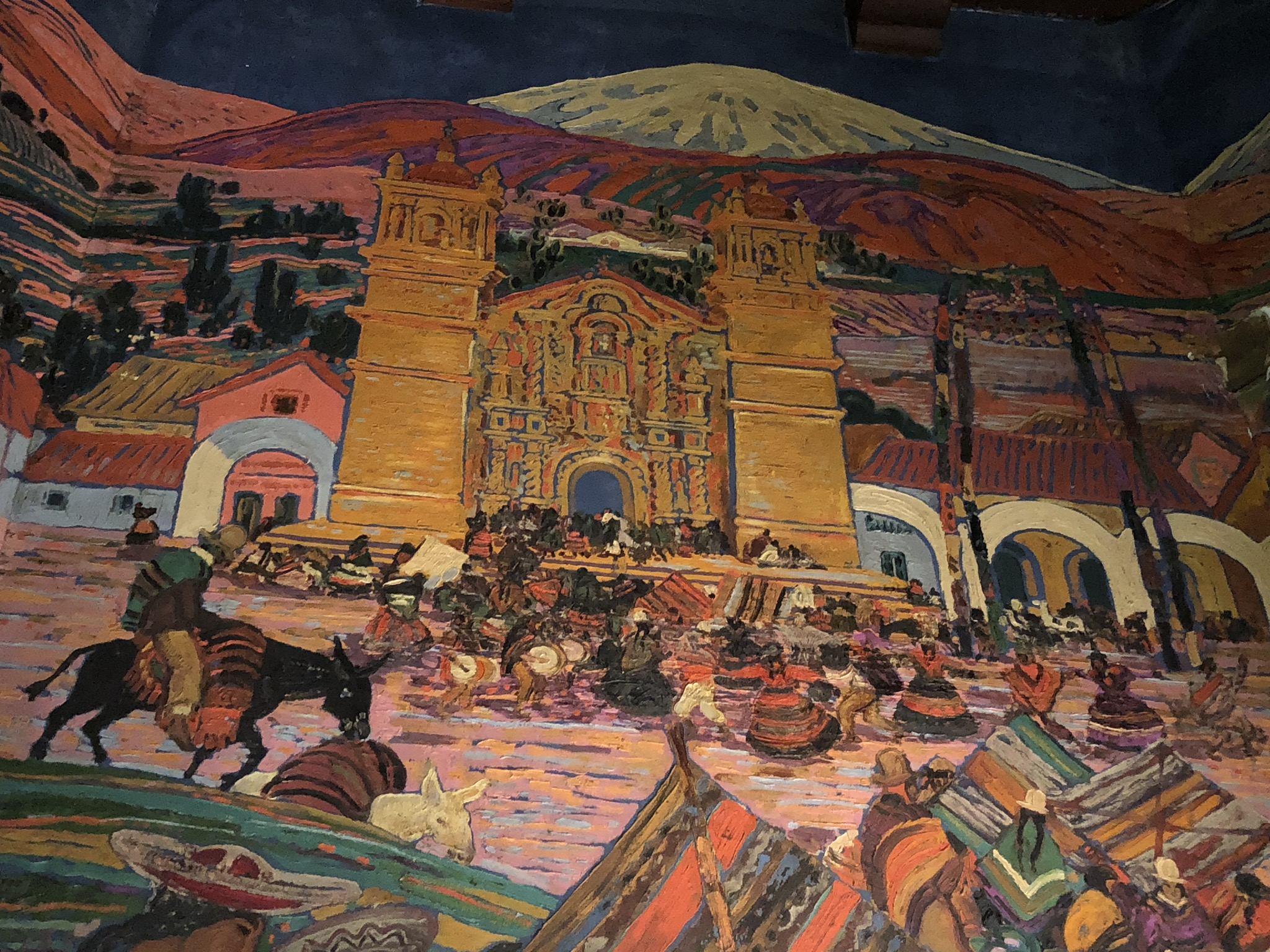
Detalle del Mural
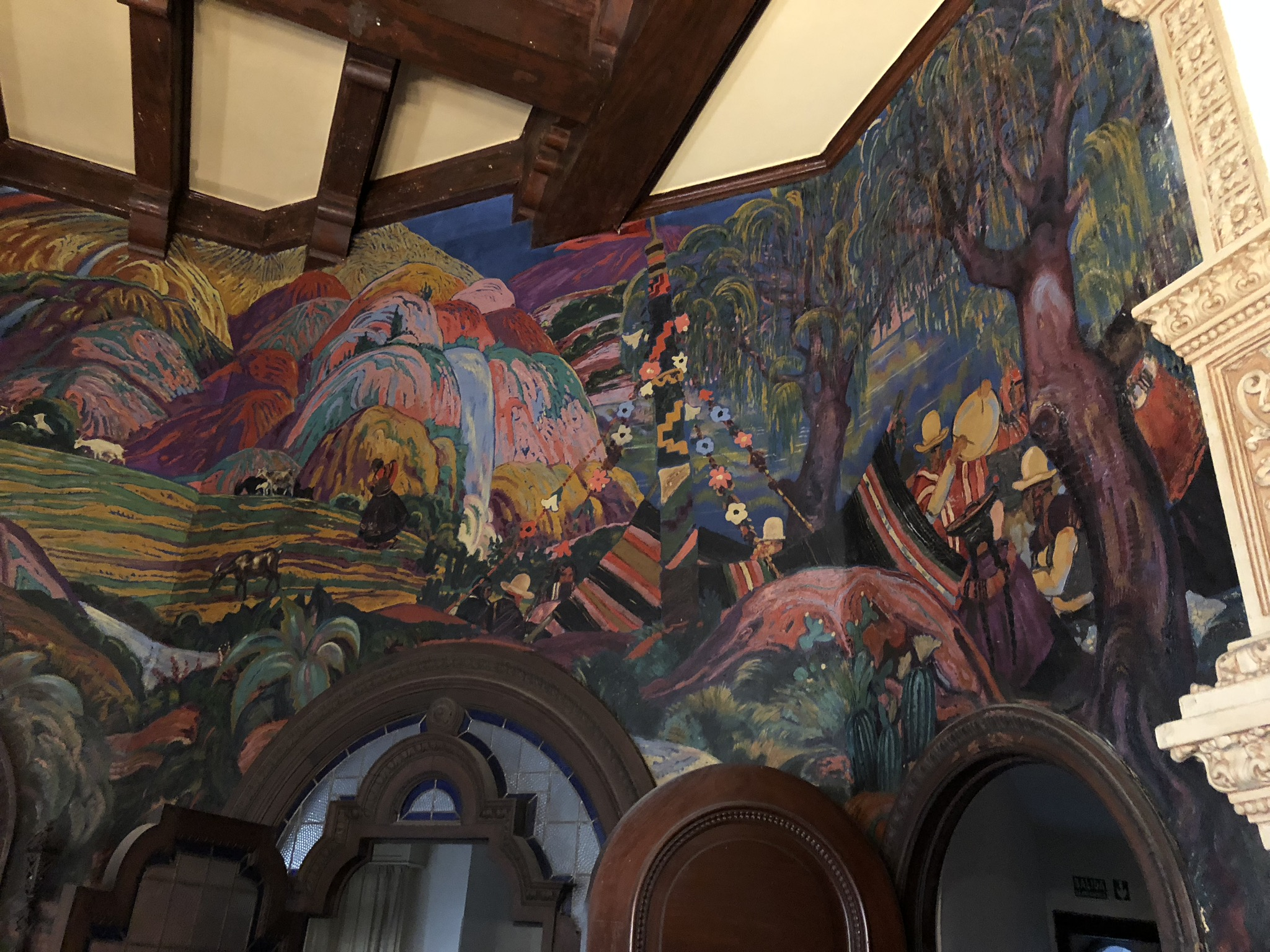
Detalle del Mural
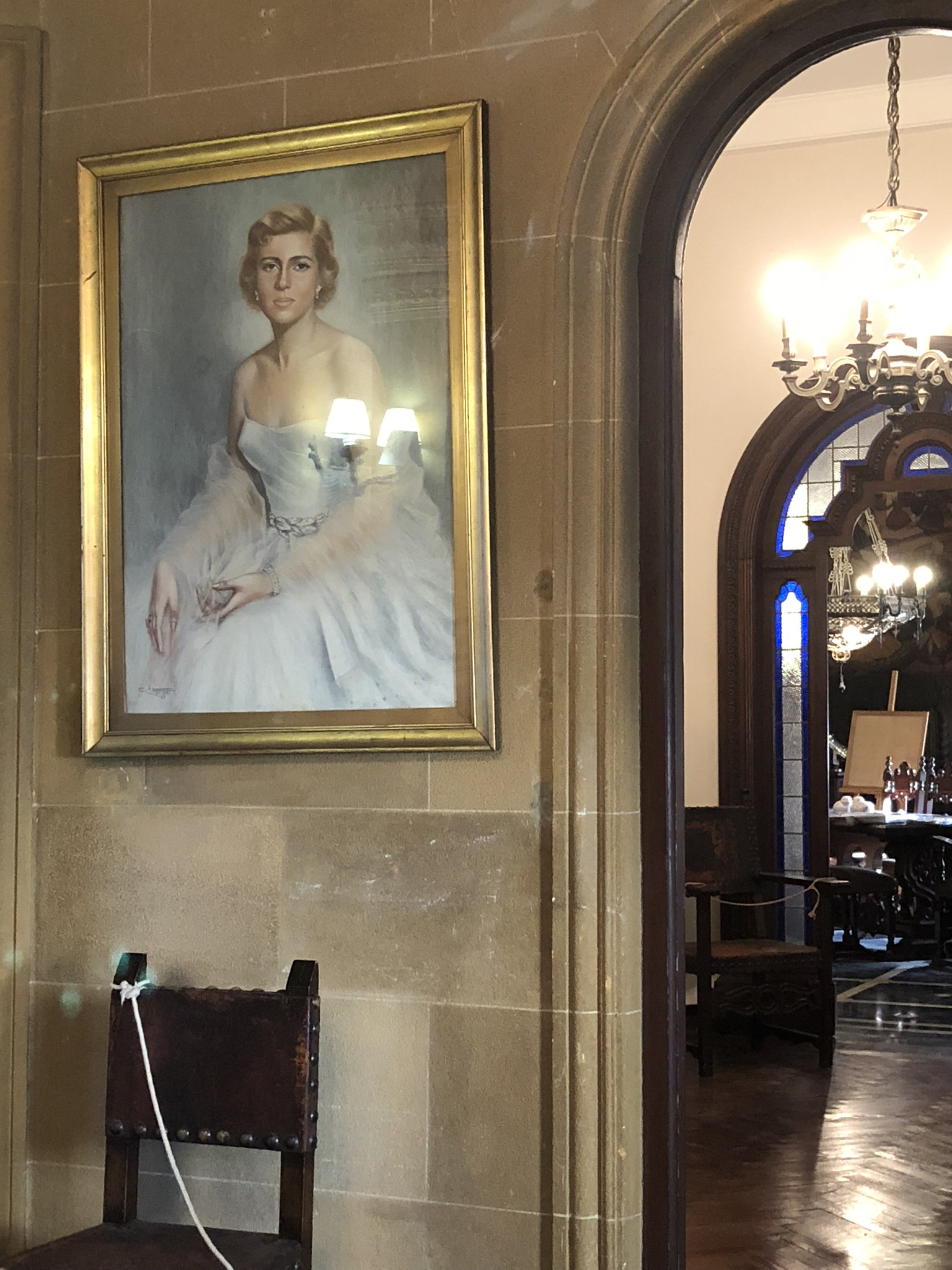
Detalle Loggia
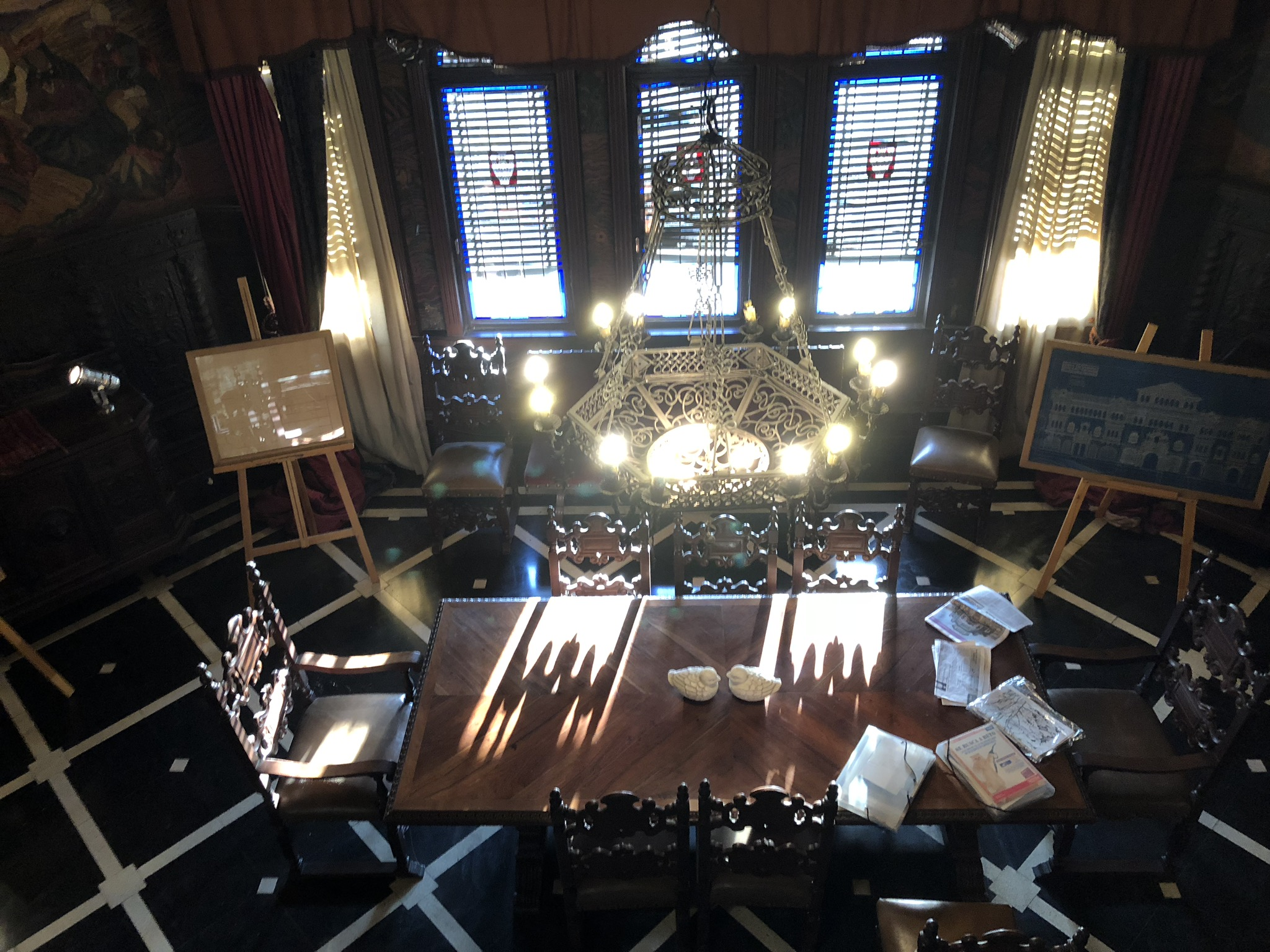
Comedor visto desde Mezzanine